# Tracy Caldwell-Dyson

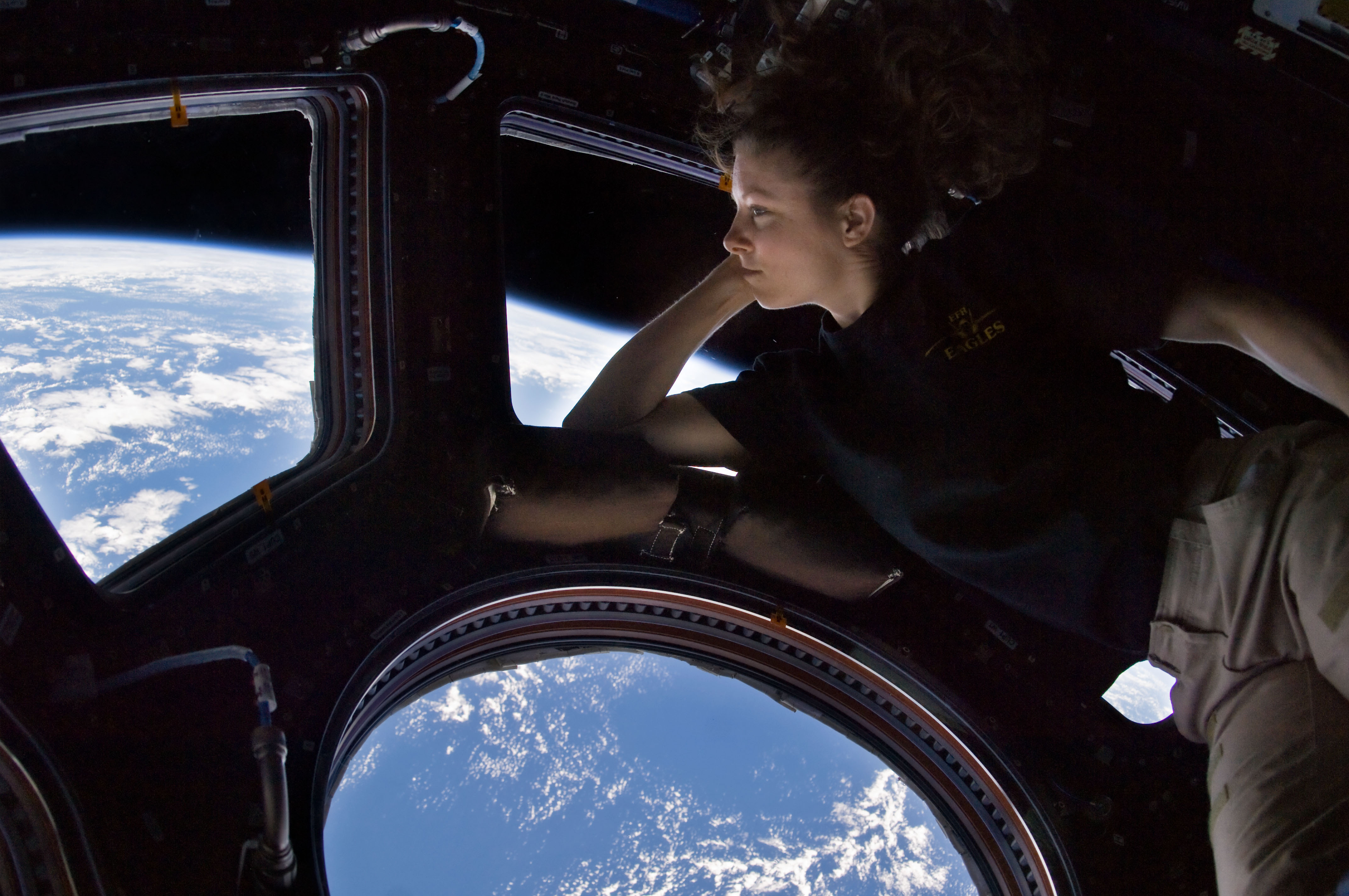
Caldwell Dyson i Cupolamodulen på Internationella rymdstationen med Jorden i bakgrunden.

Tracy Caldwell Dyson, född Tracy Ellen Caldwell den 14 augusti 1969 i Arcadia i Kalifornien, är en amerikansk astronaut som togs ut till astronautgrupp 17 den 4 juni 1998.

## Rymdfärder
- Endeavour - STS-118
- Sojuz TMA-18, Expedition 23/24
- Sojuz MS-25, Expedition 70/71